# Sjätte generationens spelkonsoler
Sjätte generationens konsoler var en period inom dator- och TV-spelens historia som varade mellan ungefär 1998 och 2009. Försäljningsmässigt lyckades Sony bäst i denna generation med sin Playstation 2-konsol. Microsoft gav sig in i spelet för första gången med sin Xbox. Segas Dreamcast floppade och blev den sista TV-spelskonsolen som Sega tillverkade.

## Stationära system
- Sega Dreamcast
- Sony Playstation 2
- Microsoft Xbox
- Nintendo Gamecube
- Nuon

## Portabla system
- Game Boy Advance
- Game Boy Advance SP
- Neo Geo Pocket Color
- Bandai Wonderswan
- Bandai Wonderswan Color
- Nokia N-Gage

### Fotnoter
1. ↑  ”System List”. GameFAQs. Arkiverad från originalet den 1 maj 2014. https://web.archive.org/web/20140501145906/http://www.gamefaqs.com/systems.html. Läst 2 maj 2014.